# Patrick Brüll
Pour les articles homonymes, voir Brüll (homonymie).
Patrick Brüll est un comédien belge né à Genk le 31 mars 1967.

## Carrière
Patrick Brüll est un acteur qui s'intéresse particulièrement au travail du corps, à la notion de mouvement scénique et à celle de la Présence.
Il débute sur les planches à Bruxelles au Nouveau Théâtre de Belgique dans des pièces de Thomas Bernhard. Il joue ensuite au Théâtre des Deux Rives de Rouen, puis à la Comédie Claude Volter et au Théâtre Le Public dans 13 pièces telles que Arlequin valet de deux maîtres, L'Opéra de quat'sous, Mort d'un commis voyageur, La Cerisaie, Mort accidentelle d'un anarchiste...
Il est nommé une première fois aux prix de la critique dans la catégorie « Espoir masculin » pour son rôle dans Diktat d'Enzo Cormann. En 2000, toujours dans le cadre des mêmes prix de la critique, il reçoit le prix du « Meilleur second rôle masculin » pour son interprétation de Nicolas dans une adaptation de L'Écume des jours de Boris Vian.
Ses rôles plus récents incluent Alceste dans le "Misanthrope", le Roi Don Fernand dans "Le Cid" de Corneille, Tirésias dans "La Comédie des Illusions" de Christine Delmotte...
Il a également récemment dirigé la réalisation d'une « performance poétique Magritte » pour le musée Magritte de Bruxelles, et mis en scène "Le Contras des Attachements" de JY.Picq en Avignon, et  "Callas Il Était Une Voix" de JF.Viot à l'Atelier-Théâtre Jean Vilar.
Depuis plus de 25 ans, Patrick Brüll enseigne dans les plus hautes écoles artistiques de son pays.
C'est aussi ce qu'on appelle une voix : doublage, reportages, voix de chaines radios et télévisions nationales, voix de publicités...

### Théâtre
- L'Homme qui voulait acheter le langage de Pascal Chabot : Cratyle (Festival Les Inattendues de Tournais)
- Le Misanthrope de Molière : Alceste (L'Infini Théâtre et L'Atelier-Théâtre Jean Vilar)
- La Véritable Histoire de Carmen de Mérimée et Serron : Prosper (Théâtre des Martyrs et Infini Théâtre)
- Hot House de Pinter : Lush (Théâtre Varia)
- Le Cid de Corneille :Le Roi Don Fernand et le Conte Don Gomez (Théâtre des Martyrs et Infini Théâtre)
- Les Mille et Une Nuits de Serron et Zabus : Ifrite (Théâtre royal du Parc de Bruxelles et Infini Théâtre)
- Diva à Croquer de Patrick Brüll : Gioachino Rossini (Les Nuits Musicales de Seneffe)
- La Comédie des Illusion de Delmotte : Tirésias (Compagnie Biloxi 48 et Theâtre des Martyrs)
- L'Auberge du Cheval Blanc de Benatzki : Bistagne (Opéra royal de Wallonie et Palais des Beaux-Arts de Charleroi)
- L'Ange Bleu de Beheid : Monsieur Loyal (Théâtre royal du Parc)
- Les Femmes savantes de Molière : Chrysale (Atelier Théâtre Jean Vilar)
- Milarepa d'Éric-Emmanuel Schmitt : Simon (Compagnie Biloxi 48, Théâtre de la Place des Martyrs)
- Noises d'Enzo Cormann : Will (Théâtre Océan Nord, Atelier théâtral Saint-Remacle)
- L'assassin habite au 21 de Stanislas-André Steeman : commissaire Strickland (Théâtre royal des Galeries)
- La Princesse Turandot de Carlo Gozzi : le conteur, Altum-Brighella, Barak (Infini Théâtre)
- Pour un oui ou pour un non de Nathalie Sarraute : l'homme no 1 (Compagnie du Moment)
- Le Jeu de l'amour et du hasard de Marivaux : Dorante (Infini Théâtre)
- Le Candidat de Claude Semal : Patrick Beulemans (Théâtre Le Public)
- Mort accidentelle d'un anarchiste de Dario Fo : le commissaire Callabrezi (Théâtre de L'Éveil, Théâtre Le Public, Théâtre Jules-Julien Toulouse, Festival de Spa 2004)
- Lolita de Vladimir Nabokov : Clare Quilty (Infini Théâtre, Théâtre royal de Namur, Théâtre Marni)
- Un mois à la campagne d'Ivan Tourgueniev : Dr Chpiguelsky (Théâtre Le Public)
- Le Conte d'hiver de William Shakespeare : Leontes (Infini Théâtre, Théâtre royal de Namur
- La Reine Margot d'Alexandre Dumas, mise en scène de Stephen Shank : Annibal de Coconnas (Del Diffusion, captation vidéo COPAT-RTBF)
- La Cerisaie d'Anton Tchekhov : Lopakine (Théâtre Le Public, Théâtre de L'Éveil)
- Nous n'aurons peut-être partagé que cela de Geneviève Berger : lui (Festival Enfin Seul, Théâtre de L'L)
- L'Écume des jours de Boris Vian : Nicolas (Rideau de Bruxelles)
- Belle à mourir de Thomas Gunzig et Hugues de Courson : Pâ (Théâtre Le Public, compagnie Idea / José Besprosvany)
- Le Misanthrope de Molière : Philinte (Théâtre Le Public)
- L'Opéra de quat'sous de Bertolt Brecht : Tiger Brown (Théâtre Le Public, Théâtre de L'Éveil, Le Manège Mons, Maison de la Culture de Namur)
- Zoo Story d'Edward Albee : Jerry (Théâtre Le Public)
- La Locandiera de Carlo Goldoni : le comte d'Albafiorita (Théâtre Le Public, Théâtre de L'Éveil)
- Mort d'un commis voyageur d'Arthur Miller : Howard Wagner (Théâtre Le Public, Théâtre de L'Éveil)
- Arlequin valet de deux maîtres de Carlo Goldoni : Florindo (Théâtre Le Public, Théâtre de L'Éveil, Le Manège Mons)
- Diktat d'Enzo Cormann : Val (Théâtre Le Public)
- Peaux de chat d'Alain Coffino Gomez : Jo Voisin (Théâtre Le Public)
- La Mélodie du bonheur de Richard Rodgers et Oscar Hammerstein : Herr Zeller (Grand Théâtre de Verviers)
- Léopold 3, roi trahi ? de Royce Ryton : Paul-Henri Spaak (Comédie Claude Volter)
- Ça n'arrive qu'aux autres d’après Karl Valentin : Frantz (L'Escaut et Théâtre de la Balsamine)
- Les Liaisons dangereuses de Choderlos de Laclos : Valmont (Centre de recherche et créations artistiques, Espace Senghor)
- En attendant Godot de Samuel Beckett : Estragon (Théâtre de L'Étuve)
- Emmanuel Kant de Thomas Bernhard : Kant (Nouveau Théâtre de Belgique, Théâtre d'Application CRMLG)
- La Société de chasse de Thomas Bernhard : le ministre (Nouveau Théâtre de Belgique, Théâtre des Deux Rives de Rouan, captation radio France Culture)
- Le Petit Bal perdu, spectacle musical Bourvil : Carmelo (Théâtre du Souffle)
- Diderot par lui-même, montage Diderot : Jacques (Théâtre de la Place)
- L'Éveil du printemps de Frank Wedekind : Monsieur Gabor (Théâtre d’Application CRMLg)
- De Molière à Molière, montage sur L'Impromptu de Versailles : Jean-Baptiste Poquelin (Théâtre d’Application CRMLg)
- Du mal à vivre, création collective : le narrateur-musicien (Théâtre du Parking)

## Filmographie

### Cinéma
- L'Air du temps de Frédérique Dolphijn
- L'Entraîneur, Les Fleurs artificielles de Maxime Pistorio (IAD)
- Paul, une belle journée de Frédérique Dolphijn
- Bourdon, champ d'honneur de Guillaume Meny (INSAS)
- Karl Valentin, Camping Cosmos de Jan Bucquoy
- Patrick, Impression Belge de Gaël Techer (INSAS)
- Carmelo, Escapade de Fabian Nicolai
- 2022 : Sans répit de Régis Blondeau : chef de brigade

### Télévision
- Le Retour d'Arsène Lupin (série)
- L'Étoile d'Anvers
- Fugue
- Max et les Bouffons
- Le Juge (série)
- L'Instit : Le prix du mensonge

## Doublage

### Cinéma

#### Films
- 2002 : Returner: le docteur Brown (Dean Harrington)
- 2013 : Une belle fin : Garry (Wayne Foskett)
- 2015 : En cavale : Jésus (Benny Nieves)
- 2017 : Gun Shy : Ben Harding (Mark Valley)

#### Films d'animation
- 2004 : La Tour au-delà des nuages (doublage tardif, 2009) : Docteur
- 2004 : Naruto et la Princesse des neiges (doublage tardif, 2009) : Makino, le réalisateur
- 2010 : Les Chimpanzés de l'espace 2 : Sénateur
- 2011 : Pokémon : Zoroark, le maître des illusions : Grégoire Kodai
- 2015 : Pokémon, le film : Diancie et le Cocon de l'annihilation : Richard Darcier

### Télévision

#### Téléfilm
- 2018 : Un Noël sous les projecteurs : ? ( ? )

#### Séries télévisées
- 2008-2010 : Les Contes de Grimm : Frérot et Sœurette / Le Chat Botté / La Lumière Bleue
- 2014 : Helix : Dr Philippe Duchamp (Patrick Baby, saison 1)
- 2014-2016 : Marco Polo : Cent yeux, moine taoïste (Tom Wu)
- 2021 : Sophie Cross, série télévisée de Frank Van Mechelen : Thierry Guillaume

#### Séries d'animation
- 2004 : Power Stone : Voix additionnelles
- 2004 : Reideen the Superior : Ace Haneda/Reideen Condor
- 2005 : Samurai 7 : Narrateur / Genzo
- 2006 : Eureka Seven : Charles Beam
- 2007 : Sorcière de l'ouest : Liamon Riez
- 2007 : Elfen Lied : Narrateur
- 2007 : Jing, roi des voleurs : Baff / Capitaine / Zombi
- 2007-2008 : Rave : Narrateur / Fua
- 2008 : Initial D : Kyoichi, le binoclard
- 2008 : Loulou de Montmartre : L'homme à la canne d'argent
- 2008 : D.Gray-man : Jake
- 2008 : One Piece : Higuma
- 2008 : Cyborg 009 : Voix additionnelles
- depuis 2011 : Ninjago : Pythor
- 2011-2013 : Avengers : L'Équipe des super-héros : Captain America
- 2011-2014 : Pokémon Noir et Blanc : Voix additionnelles
- 2012-2017 : Ultimate Spider-Man : Stranger
- 2013 puis 2016 : Naruto Shippuden : Dokku (épisode 290) / Rikudô (épisodes 414 et 415)
- 2019-2020 : Beyblade Burst Rise : Arthur Peregrine
- 2021 : Chuggington : ? (saison 6)

### Autres
- Direction de stages, enseignement artistique supérieur
- Doublage depuis 1999
- Voix de pub, annonceur de programme pour la RTBF
- Piano et arts martiaux